# لويس أوغوستو تورثيوس ليما
لويس أوغوستو تورثيوس ليما (23 نوفمبر 1941 – 2 أكتوبر 1966) هو ضابط في القوات المسلحة الغواتيمالية وقائد منظمة القوات المسلحة المتمردة (بالإسبانية: Fuerzas Armadas Rebeldes أو FAR).
ولج تورثيوس ليما الخدمة العسكرية في سن الخامسة عشر، وتخرج برتبة ملازم ثانٍ. تلقى تدريبا عسكريا في فورت بينين، ولاية جورجيا، الولايات المتحدة. أدى الخدمة العسكرية عند عودته لغواتيمالا في بيتين، وشارك في وقت لاحق في الانتفاضة العسكرية في 13 نوفمبر 1960 ضد الرئيس ميغيل إيديغورس. قتل في 1966 عندما انفجرت قنبلة في سيارته.